# Елгавский край
Е́лгавский край (латыш. Jelgavas novads) — административно-территориальная единица на юге Латвии, в историко-культурной области Земгале. Край состоит из 16 волостей и города Елгава, который является центром края. Граничит с Добельским, Тукумским, Марупским, Олайнским, Бауским краями и Шяуляйским уездом Литвы.

## История
Край был образован 1 июля 2009 года из части упразднённого Елгавского района. Первоначально состоял из тринадцати волостей. Елгава, хоть и являлась краевым центром, но в состав края не входила. Площадь края составляла 1319 км².
В ходе административно-территориальной реформы Латвии 2021 года к краю были присоединены 3 волости из упразднённого Озолниекского края. Площадь укрупнённого края составила 1601,99 км².
Поправками к закону об административных территориях от 9 декабря 2021 года, Елгава была включена в состав края, хоть и осталась городом государственного подчинения.

## Население
По данным Центрального статистического управления, на 2020 год численность населения края составляла 21 738 человек. Доля лиц старше 65 лет в структуре населения края достигала 19,6 % (4262 человека), а доля лиц младше 14 лет — 14,6 % (3177 человек).
На 1 января 2010 года население составляло 27 103 человека.

### Национальный состав
Национальный состав населения края по итогам переписи населения Латвии 2011 года был распределён таким образом:
| Национальность | Численность, чел. (2011) | %        |
| -------------- | ------------------------ | -------- |
| Латыши         | 17 288                   | 70,14 %  |
| Русские        | 4002                     | 16,24 %  |
| Белорусы       | 1564                     | 6,35 %   |
| Украинцы       | 431                      | 1,75 %   |
| Поляки         | 498                      | 2,02 %   |
| Литовцы        | 642                      | 2,60 %   |
| Другие         | 224                      | 0,91 %   |
| всего          | 24 649                   | 100,00 % |

## Территориальное деление
- Валгундская волость (латыш. Valgundes pagasts)
- Вилцская волость (латыш. Vilces pagasts)
- Вирцавская волость (латыш. Vircavas pagasts)
- Глудская волость (латыш. Glūdas pagasts)
- город Елгава (латыш. Jelgavas pilsēta)
- Залениекская волость (латыш. Zaļenieku pagasts)
- Калнциемская волость (латыш. Kalnciema pagasts)
- Ливберзская волость (латыш. Līvbērzes pagasts)
- Лиелплатонская волость (латыш. Lielplatones pagasts)
- Озолниекская волость (латыш. Ozolnieku pagasts)
- Платонская волость (латыш. Platones pagasts)
- Салгальская волость (латыш. Salgales pagasts)
- Сесавская волость (латыш. Sesavas pagasts)
- Светская волость (латыш. Svētes pagasts)
- Ценская волость (латыш. Cenu pagasts)
- Элейская волость (латыш. Elejas pagasts)
- Яунсвирлаукская волость (латыш. Jaunsvirlaukas pagasts)